# Peter Joseph Elvenich
Peter Joseph Elvenich, född den 29 januari 1796 i byn Embken vid Zülpich, död den 16 juni 1886 i Breslau, var en tysk teolog.
Elvenich blev 1826 professor i filosofi i Bonn och 1829 i Breslau, där han tillika 1840 blev universitetsbibliotekarie. Han var efter Första vatikankonsiliet en av gammalkatolikernas mest framstående ledare och ytterligt ivrig anhängare av hermesianismen.  Till försvar för denna åsikt utgav han en mängd skrifter, bland annat Acta hermesiana (1836; 2:a upplagan 1837), och sökte även i Rom, om än förgäves, verka för ett upphävande av domen över Hermes skrifter. Av hans övriga verk kan nämnas Moralphilosophie (2 band, 1830–1832), Der unfehlbare Papst (1874) och Der Papst und die Wissenschaft (1875).